# Ratpenat desèrtic pigmeu
El ratpenat desèrtic pigmeu (Hypsugo ariel) és una espècie de ratpenat que viu a Egipte, Israel, Jordània i el Sudan.